# ア・ケイス・オブ・ユー
「ア・ケイス・オブ・ユー」（A Case of You）は、ジョニ・ミッチェルが作詞作曲し1971年に発表した楽曲。
「ローリング・ストーンの選ぶオールタイム・グレイテスト・ソング500」（2021年版）において26位にランクされている。

## 概要
アルバム『ブルー』に収録された他のいくつかの曲と同様、グレアム・ナッシュとの破局を元に書かれた。レナード・コーエンとの関係が描かれているとも言われている。「I am as constant as a northern star」という一節は、シェイクスピアの『ジュリアス・シーザー』でシーザーが発する台詞「I am constant as the Northern Star」からとられている。また別の一節「Love is touching souls」は、リルケの言葉からとられている。
レコーディングはロサンゼルスのA&Mスタジオで行われた。ミッチェルがアパラチアン・ダルシマーを弾き、ジェームス・テイラーがアコースティック・ギターを弾いている。
1971年6月発売の4枚目のアルバム『ブルー』に収録された。同年10月にシングルカットされた「カリフォルニア」のB面に収録された。
別バージョンは以下のとおり。
- 1970年10月16日にバンクーバーで行ったコンサートのバージョン。ミッチェル、ジェームス・テイラー、フィル・オクスの3人の名義で発売されたアルバム『アムチトカ』（2009年）に収録された。
- 1974年11月発売のライブ・アルバム『マイルズ・オブ・アイルズ』に収録されたバージョン。同年12月にシングルカットされ、ビルボード・Hot 100において24位を記録した[7][8]。
- 2000年2月発売のアルバム『Both Sides Now』に収録された再録音バージョン。

## カバー・バージョン
|        | アーティスト名         | レコード・CD                                                     |
| ------ | ---------------------- | ---------------------------------------------------------------- |
| 1992年 | スローン               | コンピレーション・アルバム『Back to the Garden』                 |
| 1994年 | トーリ・エイモス       | シングル「Cornflake Girl」のB面                                  |
| 1995年 | キャロライン・ラヴェル | 『Spirit』                                                       |
| 1998年 | フィービ・スノウ       | 『I Can't Complain』                                             |
| 2001年 | ジェーン・モンハイト   | 『Come Dream with Me』                                           |
| 2002年 | プリンス               | 『One Nite Alone...』                                            |
| 2002年 | ダイアナ・クラール     | 『Live in Paris』                                                |
| 2004年 | k.d.ラング             | 『Hymns of the 49th Parallel』                                   |
| 2004年 | 沢知恵                 | 『いいうたいろいろ5 英語のいいうた』                             |
| 2006年 | アリソン・クロウ       | 『This Little Bird』                                             |
| 2007年 | ハービー・ハンコック   | 『リヴァー〜ジョニ・ミッチェルへのオマージュ』のボーナストラック |
| 2009年 | ミシェル・ブランチ     | 『Covered, A Revolution in Sound』                               |
| 2011年 | ジェイムス・ブレイク   | 『Enough Thunder』（EP）                                         |
| 2012年 | アナ・モウラ           | 『Desfado』                                                      |
| 2013年 | アレックス・チルトン   | 『Electricity By Candlelight NYC 2/13/97』。録音は1997年。       |
| 2014年 | ガブリエル・アプリン   | EP「English Rain」に収録                                         |
| 2019年 | ジミー・ウェッブ       | 『Slipcover』                                                    |